# Idioma rengma
Rengma, o Rengma del Sur, es un idioma hablado en Nagaland, India.

## Nombre
Los nombres alternativos y los nombres dialectales de Rengma incluyen Rengma, Moiui, Mon, Mozhumi, Nzong, Nzonyu, Rengma, Rengma Naga, Southern Rengma, Unza y Rengma occidental.

## Dialectos
Ethnologue informa los siguientes dialectos de Rengma.
- Keteneneyu
- Azonyu (Azonyu, Rangma del Sur)

Tseminyu Es el principal centro dialectal. Según se informa, el Rengma del Sur y el Rengma del Norte son inherentemente ininteligibles.

## Distribución geografíca
Ethnologue informa las siguientes ubicaciones para Rengma.
- Tseminyü, centro-oeste de Nagaland
- 15 pueblos de Karbi Anglong, Assam
- Manipur